# Tương Tích Kim
Tương Tích Kim (tiếng Trung: 蔣錫金, 1915 - 2003) là một thi sĩ, văn sĩ Trung Hoa. Ông được biết đến nhiều với biệt danh nhà Lỗ Tấn học, ngoài ra ông còn chuyên nghiên cứu mảng văn học thiếu nhi.